# Eurete erectum
Eurete erectum är en svampdjursart som beskrevs av Schulze 1899. Eurete erectum ingår i släktet Eurete och familjen Euretidae. Inga underarter finns listade i Catalogue of Life.